# Acochlidiidae
Acochlidiidae zijn een familie van weekdieren uit de klasse van de Gastropoda (slakken).

## Geslachten
- Acochlidium Strubell, 1892
- Palliohedyle Rankin, 1979
- Strubellia Odhner, 1937